# Sintula oseticus
Espèce
Sintula oseticus est une espèce d'araignées aranéomorphes de la famille des Linyphiidae.

## Distribution
Cette espèce est endémique d'Ossétie du Nord-Alanie en Russie,. Elle se rencontre de 1 050 à 1 500 m d'altitude.

## Description
Le mâle holotype mesure 2,50 mm et la femelle paratype 2,73 mm.

## Étymologie
Son nom d'espèce lui a été donné en référence au lieu de sa découverte, l'Ossétie.

## Publication originale
- Tanasevitch, 1990 : The spider family Linyphiidae in the fauna of the Caucasus (Arachnida, Aranei). Fauna nazemnykh bespozvonochnykh Kavkaza. Moscow, Akaedemia Nauk, p. 5-114.